# Drvar
Drvar es una municipalidad y localidad de Bosnia y Herzegovina. Se encuentra en el cantón 10, dentro del territorio de la Federación de Bosnia y Herzegovina. La capital de la municipalidad de Drvar es la localidad homónima.

## Localidades
La municipalidad de Drvar se encuentra subdividida en las siguientes localidades:
- Ataševac.
- Bastasi.
- Boboljusci.
- Bosanski Osredci.
- Brda.
- Bunčevac.
- Drvar (capital).
- Drvar (selo).
- Gornji Tiškovac
- Gruborski Naslon.
- Kamenica.
- Ljeskovica.
- Mali Cvjetnić.
- Malo Očijevo.
- Martin Brod.
- Mokronoge.
- Motike.
- Mrđe.
- Očigrije.
- Palučci.
- Podić.
- Podovi.
- Poljice.
- Potoci.
- Prekaja.
- Srnetica.
- Šajinovac.
- Šipovljani.
- Trninić Brijeg.
- Trubar.
- Uvala.
- Veliki Cvjetnić.
- Veliko Očijevo.
- Vidovo Selo.
- Vrtoče.
- Zaglavica.
- Župa.
- Župica.

## Demografía
En el año 2009 la población de la municipalidad de Drvar era de 11 286 habitantes. La superficie del municipio es de 589,3 kilómetros cuadrados, con lo que la densidad de población era de 19 habitantes por kilómetro cuadrado.